# Pampus echinogaster
Pampus echinogaster is een straalvinnige vissensoort uit de familie van grootbekken (Stromateidae). De wetenschappelijke naam van de soort is voor het eerst geldig gepubliceerd in 1855 door Basilewsky.